# Ralliart
Ralliart Inc. (яп. 株式会社ラリーアート; Кабусики-гайся Рари: а:то) — спортивное отделение компании Mitsubishi Motors. Занимается разработкой и подготовкой гоночных автомобилей компании, также этот бренд используется для производства запчастей, одежды и аксессуаров, доступных для свободной продажи.
10 марта 2010 года было объявлено о прекращении деятельности подразделения в связи с тяжелым экономическим положением.
Осенью 2021 года Mitsubishi Motors возродила подразделение Ralliart. На рынке Таиланда дебютировала версия Ralliart для внедорожника Pajero Sport и пикапа Triton, все отличия от оригинальной модели свелись к элементам стайлинга, без каких-либо изменений в технической части. С весны 2022 года стайлинговые версии Ralliart появились и на японском рынке для ряда моделей компании